# Escape Velocity Nova
Escape Velocity Nova (или EV Nova или EVN) — компьютерная игра в жанре космического торгового симулятора с элементами боевых действий. Разработана компанией Ambrosia Software в сотрудничестве с ATMOS. Является третьей частью серии Escape Velocity. Выпущена 19 марта 2002 года для операционных систем Mac OS X и Mac OS 9, позднее портирована и издана 11 июля 2003 года для Windows. Действие игры происходит в будущем, когда человечество освоило технологии гиперпространственных перемещений. Игрок получает возможность свободно перемещаться по игровому миру, выполняя различные миссии, занимаясь торговлей, участвуя в космических сражениях и выбирая одну из шести основных сюжетных линий.
Изначально проект задумывался командой ATMOS как модификация для игры Escape Velocity Override. Впоследствии Ambrosia Software заключила контракт с ATMOS на разработку полноценного сценария для новой игры. ATMOS отвечала за создание игрового мира, сюжета и графического оформления, в то время как Мэтт Бёрч занимался разработкой игрового движка. В игре представлены шесть различных, взаимоисключающих сюжетных линий. При этом с самого начала игрокам предоставляется полная свобода действий и возможность самостоятельно определять свой путь в игровом мире. Игра получила положительные отзывы критиков, которые отметили увлекательный игровой процесс, проработанный сюжет и высокую реиграбельность. К недостаткам были отнесены отсутствие музыкального сопровождения, некоторая повторяемость игровых элементов, а также неравномерный темп и сложность отдельных сюжетных линий.

## Игровой процесс
В Escape Velocity Nova игрок управляет космическим кораблем, начиная с небольшого челнока. Игровой процесс представлен в двухмерной графике с видом сверху. Хотя в игре предусмотрено обучение, с самого начала игроку предоставляется полная свобода действий. Заработок осуществляется различными способами: торговлей товарами, выполнением транспортных миссий (перевозка людей или грузов), а также пиратством. Перемещение между звездными системами происходит посредством гиперпространственных прыжков. На планетах игрок может брать задания, торговать, приобретать новые корабли или модернизировать имеющиеся, устанавливая новое оружие и оборудование. Классы кораблей варьируются от небольших челноков до крупных фрегатов.
В игре шесть независимых сюжетных линий, каждая из которых требует отдельного прохождения. Действия игрока могут существенно влиять на политическую карту игрового мира. При достижении определенного уровня мощи игрок получает возможность требовать дань с целых звездных систем, вступая в противостояние с их оборонительными флотами. Победа над флотом системы приводит к признанию игрока ее правителем. Escape Velocity Nova распространяется по модели shareware. В игре это отражено появлением персонажа капитана Гектора, напоминающего о необходимости приобретения полной версии. Игра поддерживает пользовательские модификации, позволяющие создавать собственные корабли и кампании, но эта функция доступна только в полной версии.

## Разработка
Разработка Escape Velocity Nova началась в июле 1998 года, когда группа студентов из Тасмании — Дэфидд Уильямс, Джейсон Кук и Скотт Варди — приступила к разработке модификации для игры Escape Velocity Override от Ambrosia Software. Их проект, названный Override Nova, привлек внимание сотрудника Ambrosia Эндрю Уэлча благодаря обновлениям, публиковавшимся на форуме компании. Вскоре группа студентов, взявшая название ATMOS Software, заключила контракт с Ambrosia на разработку новой игры. Разработка была распределена между несколькими участниками. Мэтт Бёрч из Ambrosia Software, ранее создавший Escape Velocity и Override, занимался программированием игрового движка, совмещая это с основной работой инженера. Эндрю Уэлч выступал в роли руководителя проекта. Команда ATMOS отвечала за разработку графического оформления и создание игрового сценария.
В июле 2000 года Ambrosia поручила ATMOS преобразовать их модификацию в полноценный сценарий для Nova. Процесс разработки на основе Override занял около года, после чего последовало 8 месяцев бета-тестирования. Выпуск Escape Velocity Nova состоялся 19 марта 2002 года для Mac. Позднее было анонсировано создание версии для Windows, которая вышла 11 июля 2003 года. В 2008 году вышло обновление для Mac, реализованное как универсальный бинарный файл с нативной поддержкой процессоров Intel.

## Критика
| Иноязычные издания    | Иноязычные издания |
| Издание               | Оценка             |
| --------------------- | ------------------ |
| PC Gamer (UK)         | 71%                |
| Macworld              | 4 из 5             |
| Inside Mac Games      | 8,0 из 10          |
| MacAddict             | 4 из 5             |
| Русскоязычные издания |                    |
| Издание               | Оценка             |
| Absolute Games        | 82%                |

Escape Velocity Nova получила положительные оценки критиков за игровой процесс и дизайн. Журнал MacAddict удостоил игру награды «Выбор редакции». Рецензент Крис Барилик отметил, что игровой процесс в целом схож с предыдущими частями серии — Escape Velocity и Override. Он охарактеризовал игру как «более красиво оформленную, чем можно было бы ожидать от условно-бесплатного продукта». Спустя два года после выхода Барилик написал, что игра по-прежнему заслуживает внимания. Ричард Порчер в обзоре для Inside Mac Games высказал мнение, что графика Nova превосходит ожидания от условно-бесплатной игры. Питер Коэн из Macworld высоко оценил сочетание динамичных космических сражений с элементами приключенческой игры. Он отметил, что Nova улучшила предыдущие части серии, при этом Ambrosia Software «мудро сохранила то, что не требовало изменений».
Сюжет и продолжительность игры получили неоднозначные оценки. Ричард Порчер писал, что главным достоинством Nova является высокая реиграбельность, особенно благодаря поддержке пользовательских модификаций. Он указал на недостатки в виде чрезмерной легкости некоторых сюжетных линий и их взаимоисключающий характер, но выразил уверенность, что эти проблемы могут быть решены с помощью модификаций. Дж. Т. Троллман из PC Gamer положительно оценил сюжетную составляющую игры, но раскритиковал чрезмерную повторяемость игрового процесса и длительные промежутки между ключевыми сюжетными событиями. Владимир Горячев, обозреватель российского портала Absolute Games, высоко оценил масштабность игровой карты и проработанность сценария. Однако он также отметил существенный недостаток игры — отсутствие музыкального сопровождения. В свою очередь, рецензент MacNN отметил недостаточные размеры игровой вселенной и качество диалогов, однако назвал игру «выдающейся» и высоко оценил ее реиграбельность.